# زمان رجل القصب
زمان رجل القصب فيلم عراقي من إخراج عامر علوان. تجري أحداثه في الأهوار العراقية.

## القصة
عاش زمان وزوجته نجمة في الأهوار في كوخهما المصنوع من عيدان القصب. تمرض نجمة وتحتاج إلى دواء لايتواجد إلا في المدينة. يترك زمان الأهوار ويجوب البلد بحثاً عن الدواء.

## الممثلون
- سامي قفطان
- شذى سالم
- حسين عماد
- أمير احسان
- كريم عواد
- سعدية الزيدي
- نزار السامرائي
- محسن العلي
- فاطمة صلاح
- راسم الجميلي
- حيدر عباس